# Kungariket Illyrien
Kungariket Illyrien var ett kronland i Kejsardömet Österrike som existerade mellan 1816 och 1849. Illyriens huvudstad var Laibach.

## Historia
Kungariket Illyrien skapades efter Wienkongressen, som en del av Kejsardömet Österrike och kejsaren av Österrike var alltså också kung av Illyrien. Landet bestod till en början av de tidigare franska Illyriska provinserna utom kungariket Dalmatien som blev en separat administrativ enhet. Å andra sidan ingick hela Kärnten i det nya kungariket. 
Efter bara några år förlorade emellertid Illyrien en betydande del av sitt territorium när den administrativa delen kungariket Kroatien och Slavonien skapades. Därefter bestod Illyrien av Krain, Kärnten, Istrien med Trieste och Gorizia-området.
När Österrike-Ungern skapades och det habsburgska väldet omorganiserades 1849 delades kungariket Illyrien upp i tre delar; Krain, Kärnten och det Österrikiska kustlandet. Därmed försvann också den sista statsbildningen med namnet Illyrien från kartan. Den österrikiske kejsaren fortsatte dock att kalla sig "kung av Illyrien", som en av sina många titlar.